# Jakob Ankersen
Jakob Svarrer Ankersen (* 22. September 1990) ist ein ehemaliger dänischer Fußballspieler.

## Werdegang
Ankersen spielte in der Jugend bei Esbjerg fB, für den er in der Spielzeit 2010/11 auch in der Erwachsenenmannschaft auflief. Im Sommer 2012 stieg er mit der Mannschaft in die Superliga auf und gewann im folgenden Jahr den Pokal. Im Februar 2015 wechselte er nach Schweden zu IFK Göteborg in der schwedischen Allsvenskan. Mit der Mannschaft gewann er am 17. Mai 2015 den Pokal. 2017 war er in den Niederlanden unter Vertrag; beim SV Zulte Waregem kam er in nur einem Spiel im Einsatz, darf sich jedoch zur Mannschaft zählen, die den Pokalwettbewerb gewann. Anschließend war er drei Spielzeiten für Aarhus GF am Ball, eine Saison erneut in Esbjerg und zwei Spielzeiten beim Randers FC. Sein letztes Fußballjahr bestritt er für den AC Horsens.

## Titel und Erfolge
Esbjerg fB
- Dänische 1. Division 2011/12
- Dänischer Fußballpokal (1): 2012/13

IFK Göteborg
- Svenska Cupen 2014/15